# Aeropuerto Internacional de Syktyvkar

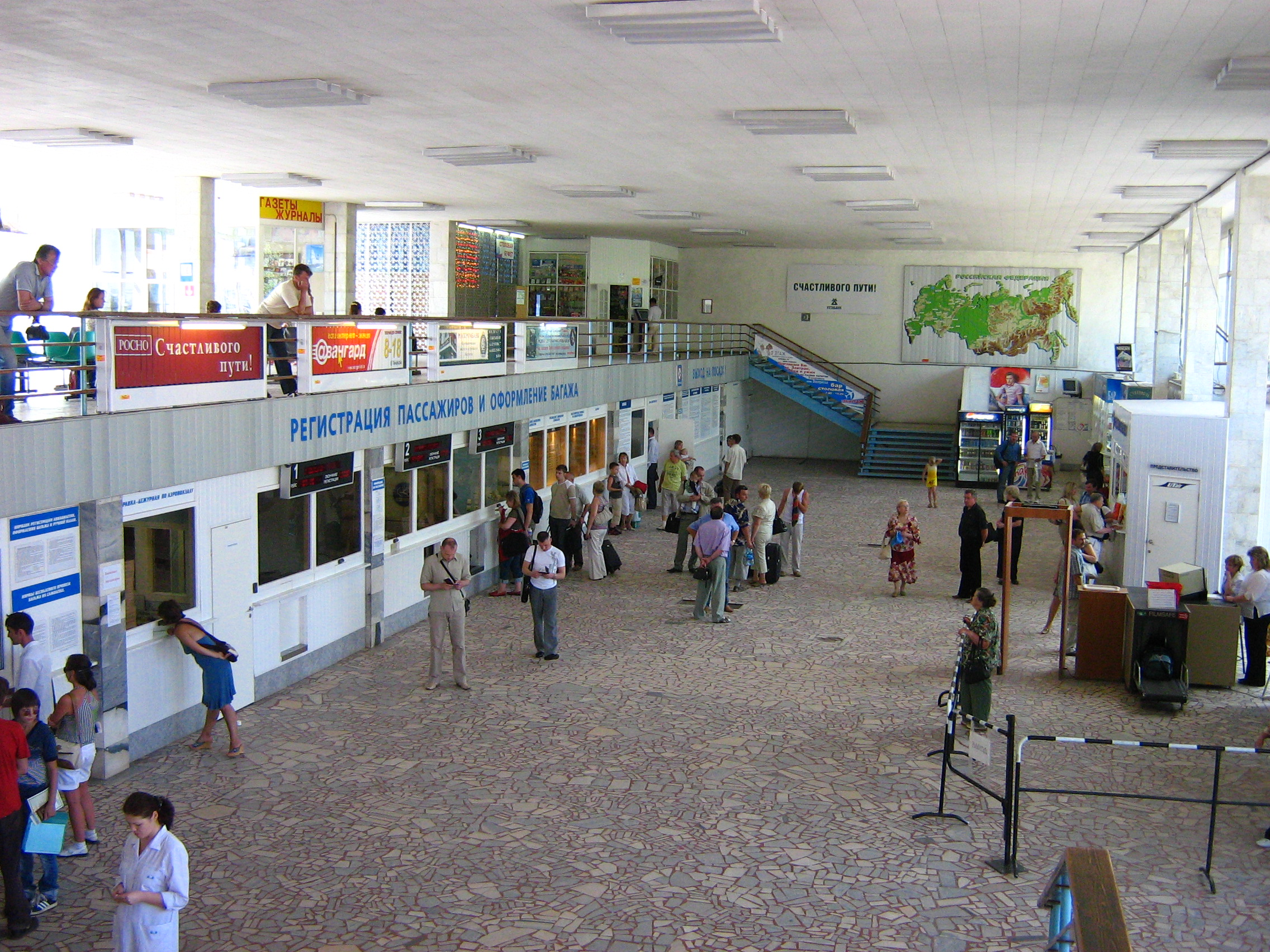
Terminal

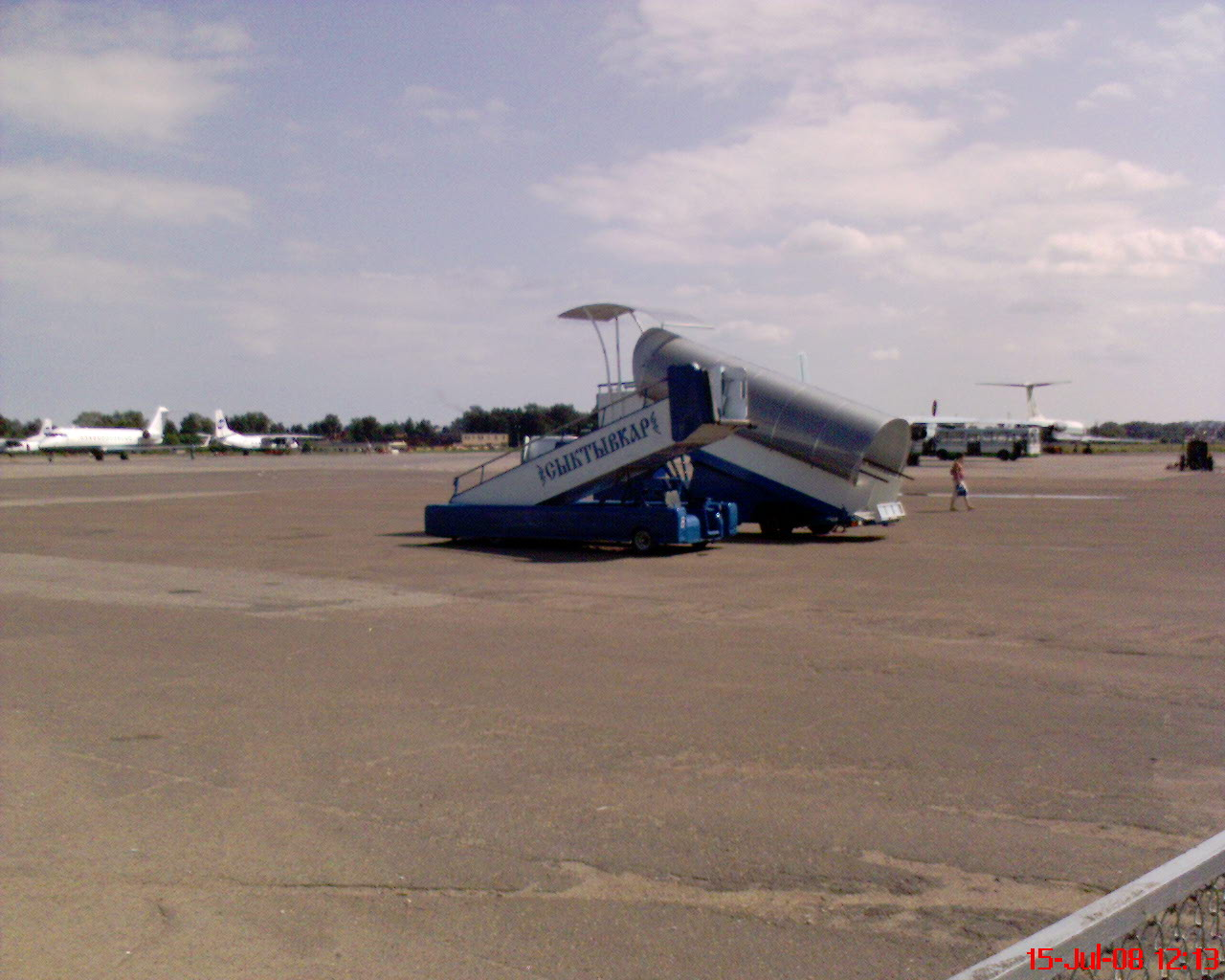
Plataforma

El Aeropuerto Internacional de Syktyvkar (ruso: Международный аэропорт Сыктывкар; ICAO: UUYY; IATA: SCW) es un aeropuerto situado 3 km al sudeste de Syktyvkar, capital de la República Komi, en Rusia. 
El espacio aéreo está controlado desde el FIR de Syktyvkar (ICAO: UUYY)
La operadora del aeropuerto es la compañía rusa Komiaviatrans.

## Pista
El aeropuerto de Syktyvkar dispone de una pista de asfalto en dirección 01/19 de 2.500x50 m. (8.201x164 pies). 
El pavimento es del tipo 49/F/D/X/T.
Es adecuado para ser utilizado por los siguientes tipos de aeronaves : AN-12,  An-24, An-26, IL-18, IL-76, IL-114, Yak-40, Yak-42, Tu-134, Tu-154, Tu-204, Tu-214, CRJ-100/200,  ATR 42, EMB 120R, Boeing-737-300, Airbus A319, Airbus A320 y otros tipos de clases III y IV, y todos los tipos de helicópteros de día y de noche durante todo el año.
- Limitaciones:[3]

A319-100 (1 al día),  A320-200 (1 al día), B-737-300 (1 al día),  B-737-400 (1 al día), B-737-500 (3 al día).  
Il-76, Il-114, ATR-42, EMB-120ER, CL-600 (CRJ-100/200) y Yak-42 si llevan lanza de remolque a bordo. 

## Compañías y destinos
| Código compañía | Nombre compañía | Destinos |
| --------------- | --------------- | --- |
| 5N              | Nordavia        | Vuelos de temporada a Moscú-Sheremétievo, San Petersburgo-Púlkovo, Sochi, Anapa                                                                  |
| UT              | UTair-Express   | Vuelos a Usinsk, Ust-Tsilma, Ujtá y Pechora (durante 2010) y vuelos de temporada a Moscú-Domodédovo, San Petersburgo-Púlkovo, Narian-Mar y Perm. |

## Otros aeropuertos
En Syktyvkar hay un aeropuerto en construcción sin terminar. Se trata de Syktyvkar/Sudoeste y se encuentra 19 km al sudoeste de la ciudad (ver 61°34′56.27″N 050°31′29.95″E / 61.5822972, 50.5249861). La construcción comenzó a finales de 1980, pero el proyecto fue abandonado. 